# Trifun Živanović
Trifun Živanović ( Santa Monika, Kalifornija (SAD; 17. aprila, 1975) je takmičar i sportista u umetničkom klizanju u kategoriji muškaraca.
Do 2001. godine takmičio se za Sjedinjene Američke Države i osvojio dve medalje (srebrnu 1999. i bronzanu 2000. godine) na nacionalnom takmičenju Amerike. Za Srbiju (tadašnju Jugoslaviju) je 2002. godine osvojio bronzanu medalju na Memorijalu Karla Šefera u Beču, a 2003. osvaja zlatnu na međunarodnom takmičenju Kup Helene Pajović u Beogradu. Do 2007. predstavljao je Srbiju (do 2006. i Crnu Goru), odakle mu je i otac poreklom, i za koju se takmičio i na Olimpijadi 2006. u Torinu. Trifun je za sada jedini takmičar koji je tokom karijere predstavljao četiri države: SAD, Jugoslaviju, Srbiju i Crnu Goru a od 2006. samo Srbiju. Takođe je i prvi klizač koji je uspeo da se takmiči na svim seniorskim takmičenjima Međunarodne klizačke federacije (ISU). Trifun se povukao iz "amaterskog" klizanja nakon Svetskog prvenstva u martu 2007. godine i trenutno radi kao klizački trener u Burbanku, predgrađu Los Anđelesa, SAD. Ostaće upamćen kao najbolji srpski klizač ikada, kao čovek koji je zlatnim slovima ispisao korice umetničkog klizanja u Srbiji ali i u svetu.

## Istorija takmičenja
1993
- Američki juniorski šampionat - 11. mesto

1994
- Američki juniorski šampionat - 6. mesto

1995
- Američki juniorski šampionat - Srebrna medalja
- Trofej Finske - 4. mesto

1996
- Američki šampionat – šesto mesto
- Pirueta - Bronzana medalja

1997
- Zlatna pirueta Zagreba - Srebrna medalja

1998
- Američki šampionat – sedmo mesto
- Nebelhorn trofej - Zlatna medalja
- Memorijal Karla Šefera - Srebrna medalja

1999
- Američki šampionat – Srebrna medalja
- Kup Nacija - 5. mesto
- ISU Grand Pri- Kup Rusije - 6. mesto
- Šampionat četiri kontinenta – Sedmo mesto
- Svetsko prvenstvo – 16. mesto

2000
- Američki šampionat – Bronzana medalja
- ISU Grand Pri- SAD - 8. mesto
- ISU Grand Pri- Japan - 11. mesto
- Šampionat četiri kontinenta – 9-ti

2001
- Američki šampionat – Peto mesto

2002
- Državno prvenstvo Jugoslavije - Prvo mesto
- Memorijal Karla Šefera - Bronzana medalja
- ISU Grand Pri- Kup Rusije - 11. mesto

2003
- Državno prvenstvo SCG - Prvo mesto
- Nebelhorn trofej - 6. mesto
- ISU Grand Pri- SAD - 7. mesto
- Kup Helene Pajović - Zlatna medalja

2004
- Državno prvenstvo SCG - Prvo mesto
- Evropsko prvenstvo – 21. mesto
- Svetsko prvenstvo – 29. mesto
- Nebelhorn trofej - 8. mesto
- Memorijal Karla Šefera - 6. mesto

2005
- Državno prvenstvo SCG - Prvo mesto
- Evropsko prvenstvo – 17. mesto
- Svetsko prvenstvo – 30-ti
- Memorijal Karla Šefera - 9. mesto

2006
- Državno prvenstvo SCG - Prvo mesto
- Evropsko prvenstvo – 29. mesto
- Olimpijske igre – 26. mesto
- Svetsko prvenstvo - 24. mesto

2007
- Državno prvenstvo Srbije - Prvo mesto
- Svetsko prvenstvo - 30-ti